# 비덴
비덴(독일어: Wieden)은 오스트리아 빈의 제 4구역이다.